# Rashid, l’enfant de Sinjar
Rashid, l’enfant de Sinjar ist ein belgisch-französischer Dokumentarfilm von Jasna Krajinovic aus dem Jahr 2025. Der Film feierte seine Premiere auf dem Visions du Réel. Seine deutsche Premiere hatte er am 10. Mai 2025 auf dem Internationalen Dokumentarfilmfestival München.

## Inhalt
Der Film erzählt die Geschichte des jesidischen Jungen Rashid, der 2014 als Kind von der Terrororganisation Islamischer Staat aus seiner Heimatstadt Sindschar im Irak entführt wurde.
In der Eingangsszene erzählt Rashids Großmutter einen Schöpfungsmythos, während Bilder einer zerstörten Stadt zu sehen sind. Die im Anschluss gestellte Frage, warum gerade an den Jesiden Völkermord begangen wurde und wird, steht den ganzen Film über im Raum.
Rashid zeichnet das Haus seiner Großeltern, bei denen er in einem Dorf aufwuchs. Er erzählt, dass sein Großvater schon bei Beginn der Morde am 3. August 2014 getötet wurde. Rashid und seine Geschwister seien von Angehörigen des IS entführt und zunächst in das Gemeindezentrum gebracht, dann in Bussen nach Syrien gebracht und dort in einem unterirdischen Gefängnis im Keller einer Schule festgehalten und geschlagen worden. Über Fotos der Gefangenen auf Facebook verkauften die Entführer ihre Geiseln an die Familien. Rashids kleine Schwester Raishin wird, wie der Abspann sagt, wie 2763 andere Geiseln immer noch vermisst, das geforderte Lösegeld sei zu hoch gewesen. Dieses Schicksal überschattet das Leben der Familie.
Der Film zeigt Rashids Familie 2020 in Sindschar beim Essen und bei der Arbeit in ihrer Bäckerei. Die Großmutter erzählt von früher und zeigt Fotos. Als Rashid, dessen Schulzeit durch die Gefangenschaft unterbrochen worden war, und seine Schwester wieder in die Schule sollen, kommt eine Schulberaterin ins Haus. Rashid möchte sich Arbeit in einer Bäckerei in Sulaimaniyya suchen, doch die Familie will nicht zulassen, dass er sie vor der Rückkehr von Raishin verlässt. Bei einem Telefonat mit seinem Onkel in Kanada, der vor zweieinhalb Jahren auswanderte, wird Rashids Hoffnung auf eine bessere Zukunft deutlich, aber die Hürden erscheinen sehr hoch. 
Mit jungen Leuten aus seiner Klasse geht Rashid durch die inzwischen platt gemachten Ruinen der Stadt, manche erkennen ihre Häuser wieder und machen Fotos. Sie warnen einander vor Minen. Abends sitzen sie beisammen und betrachten den Sternenhimmel. Es hat sich eine Gemeinschaft gebildet. Doch wegen der Übermacht an Moslems und der türkischen Drohnen fühlen sich die Jesiden in Sindschar nicht mehr sicher. Bei einer Demonstration zum Gedenktag des Genozids fordern die Jesiden Hilfe und zeigen mit brennenden Kerzen in den Händen Bilder ihrer toten und vermissten Angehörigen. Rashid gibt ein Interview: Seine Hoffnungen auf Sicherheit haben sich nicht erfüllt. Rashid erzählt, dass er auf dem Passamt in Mossul vor einem Jahr plötzlich seinem früheren IS-Gefängniswärter gegenübergestanden habe, der sich unbehelligt im Gebäude bewegt habe. In dieser Situation entsteht bei Rashid der Wunsch, wie viele andere Jesiden den Irak zu verlassen.
Vor diesem Hintergrund ergreift ein Teil von Rashids Familie die Gelegenheit, nach Australien auszuwandern und nimmt schweren Herzens Abschied von den übrigen Verwandten, auch von der Großmutter. Laut Abspann ist der 18-jährige Rashid damit einer von 300.000 jesidischen Auswanderern aus dem Irak seit 2014.

## Auszeichnungen
Beim Internationalen Dokumentarfilmfestival München 2025 gewann Rashid, l’enfant de Sinjar den Preis DOK.horizonte – Cinema of Urgency und den DOK.fest Preis der SOS-Kinderdörfer weltweit.